# Serie B 2020-2021 (calcio a 5)
La Serie B 2020-2021 è stata la 23ª edizione del campionato nazionale di calcio a 5 di terzo livello e la 31ª assoluta della categoria. La stagione regolare è iniziata il 17 ottobre 2020 e si è conclusa il 24 aprile 2021, prolungandosi fino al 26 giugno con la disputa delle partite di spareggio. Nel timore che la pandemia di COVID-19 portasse a un elevato numero di rinunce, durante l'estate la Divisione Calcio a 5 ha messo in atto un protocollo di interventi atti a tamponare le difficoltà, specialmente in materia di iscrizioni con misure di scontistica e rateizzazione dei costi. Le 17 società aventi diritto che hanno rinunciato all'iscrizione sono state rimpiazzate da 22 ripescaggi, fissando l'organico della Serie B a 108 società, scese a 104 dopo le rinunce di Antonio Padovani, Atletico Frattese, Bisceglie e il ripescaggio tardivo della SIAC Messina in Serie A2. Tra queste, spicca il caso del Carrè Chiuppano: la società veneta, vincitrice del girone A di Serie A2, aveva rinunciato alla promozione nella massima serie, esprimendo la volontà di rimanere nella cadetteria. Nonostante l'istituzione di un quarto girone nella Serie A2, il Carrè Chiuppano è stato declassato poiché l'organico risultava già completo in virtù dei 12 ripescaggi dalla Serie B.

## Regolamento
Al termine della stagione sportiva saranno promosse in Serie A2 10 squadre. Oltre alle vincitrici degli otto gironi, sono state promosse le due società vincitrici dei play-off a cui hanno preso parte le squadre classificatesi dalla seconda alla quinta posizione. Per quanto riguarda le retrocessioni, oltre alle ultime due società di ogni girone, sarebbero dovute scendere nei campionati regionali le 4 perdenti dei play-out giocati tra le otto terz'ultime, per un totale di 20 unità. Tuttavia, al termine della stagione regolare, la Divisione Calcio a 5 ha limitato la retrocessione alle ultime classificate di ogni girone, annullando contestualmente la disputa dei play-out.

## Girone A

### Partecipanti
Il girone A comprende 5 società lombarde, altrettante piemontesi e tre sarde. Il Real Cornaredo ha rinunciato alla categoria iscrivendosi alla Serie C1 della Lombardia mentre Carmagnola e Rhibo Fossano hanno unito le forze per dare vita all'inedita Elledì Fossano. Rilevato il titolo sportivo dei concittadini del Città di Asti, il Futsal Monferrato ha rinunciato alla categoria superiore per iscriversi in Serie B. MGM2000 (con sede a Morbegno), Val D'Lans (con sede a Lanzo Torinese) e C'è Chi Ciak (con sede a Serramanna) hanno vinto i rispettivi campionati regionali; l'AC Leon Monza e Brianza è stata promossa in quanto risultata tra le 9 migliori seconde classificate mentre il Cagliari Futsal, primo a pari merito con il C'è Chi Ciak al momento della sospensione, è stato promosso in seguito alla determinazione del comitato regionale della Sardegna. A completamento dell'organico è stato ripescato il Fucsia Nizza. Tutte le società provenienti dai campionati regionali sono al debutto nella categoria, sebbene il Cagliari possa vantare una lunga tradizione nelle categorie superiori.

### Classifica
|  | Pos. | Squadra        | Pt | G  | V  | N | P  | GF  | GS  | DR   |
|  | ---- | -------------- | -- | -- | -- | - | -- | --- | --- | ---- |
|  | 1.   | Lecco          | 57 | 24 | 18 | 3 | 3  | 124 | 67  | +57  |
|  | 2.   | Elledì Fossano | 56 | 24 | 18 | 2 | 4  | 184 | 69  | +115 |
|  | 3.   | Videoton Crema | 50 | 24 | 15 | 5 | 4  | 116 | 81  | +35  |
|  | 4.   | Leon           | 44 | 24 | 14 | 2 | 8  | 123 | 97  | +26  |
|  | 5.   | Domus Bresso   | 42 | 24 | 14 | 0 | 10 | 117 | 90  | +27  |
|  | 6.   | Asti Orange    | 39 | 24 | 12 | 3 | 9  | 96  | 79  | +17  |
|  | 7.   | Fucsia Nizza   | 32 | 24 | 10 | 2 | 12 | 105 | 93  | +12  |
|  | 8.   | Monferrato     | 30 | 24 | 9  | 4 | 11 | 113 | 111 | +2   |
|  | 9.   | C'è Chi Ciak   | 29 | 24 | 9  | 2 | 13 | 115 | 130 | -15  |
|  | 10.  | Cagliari       | 27 | 24 | 8  | 3 | 13 | 86  | 109 | -23  |
|  | 11.  | MGM 2000       | 24 | 24 | 7  | 3 | 14 | 104 | 95  | +9   |
|  | 12.  | Val D'Lans     | 16 | 24 | 5  | 1 | 18 | 77  | 135 | -58  |
|  | 13.  | Ossi           | 5  | 24 | 2  | 0 | 22 | 32  | 236 | -204 |

### Verdetti[17]
- Lecco e, dopo i play-off, Elledì Fossano promosse in Serie A2 2021-22.
- Ossi retrocesso nelle Serie C1 della Sardegna, ma successivamente ripescato; Monferrato non iscritto al campionato di Serie B 2021-22[18].

## Girone B

### Partecipanti
Il girone B comprende 8 società provenienti dal Veneto, 5 dal Friuli-Venezia Giulia e la sola Olympia Rovereto dal Trentino-Alto Adige. L'organico patisce le defezioni di Fenice e Bubi Merano che sono stati ripescati in Serie A2; dell'Arzignano Team che è stato assorbito dall'Arzignano; dei bolzanini del Mosaico che, pur avendo vinto la Serie C1 del Trentino-Alto Adige, hanno rinunciato al salto di categoria. Dalle categorie regionali sono stati promossi Hellas Verona e Maniago, vincitori dei rispettivi campionati, e il Futsal Giorgione (con sede a Castelfranco Veneto), risultato tra le migliori seconde classificate. Tutte le società provenienti dai campionati regionali sono al debutto nella categoria. L'inserimento del Carrè Chiuppano, che ha rinunciato alla promozione nella massima serie per ripartire dalla Serie B, nonché di Altamarca e Vicinalis, lo scorso anno nel girone C, completano l'organico.

### Classifica
|  | Pos. | Squadra          | Pt | G  | V  | N | P  | GF  | GS  | DR   |
|  | ---- | ---------------- | -- | -- | -- | - | -- | --- | --- | ---- |
|  | 1.   | Altamarca        | 66 | 26 | 21 | 3 | 2  | 125 | 62  | +63  |
|  | 2.   | Hellas Verona    | 64 | 26 | 20 | 4 | 2  | 173 | 61  | +112 |
|  | 3.   | Carrè Chiuppano  | 60 | 26 | 19 | 3 | 4  | 175 | 68  | +107 |
|  | 4.   | Pordenone        | 46 | 26 | 15 | 1 | 10 | 101 | 86  | +15  |
|  | 5.   | Sedico           | 46 | 26 | 13 | 7 | 6  | 92  | 72  | +20  |
|  | 6.   | Belluno          | 40 | 26 | 11 | 7 | 8  | 75  | 60  | +15  |
|  | 7.   | Maccan Prata     | 35 | 26 | 11 | 2 | 13 | 95  | 123 | -28  |
|  | 8.   | Udine City       | 33 | 26 | 9  | 6 | 11 | 93  | 106 | -13  |
|  | 9.   | Olympia Rovereto | 31 | 26 | 9  | 4 | 13 | 84  | 114 | -30  |
|  | 10.  | Vicinalis        | 29 | 26 | 8  | 5 | 13 | 80  | 94  | -14  |
|  | 11.  | Cornedo          | 27 | 26 | 8  | 3 | 15 | 109 | 125 | -16  |
|  | 12.  | Palmanova        | 22 | 26 | 6  | 4 | 16 | 86  | 148 | -62  |
|  | 13.  | Giorgione        | 20 | 26 | 6  | 2 | 18 | 69  | 105 | -36  |
|  | 14.  | Maniago          | 1  | 26 | 0  | 1 | 25 | 64  | 197 | -133 |

### Verdetti[17]
- Altamarca promosso in Serie A2 2021-22.
- Maniago retrocesso nelle Serie C1 del Friuli-Venezia Giulia.
- Hellas Verona e Carrè Chiuppano ripescati in Serie A2 2021-22.

## Girone C

### Partecipanti
Il girone C comprende 7 società provenienti dall'Emilia-Romagna, 5 dalla Toscana e 2 dalla Liguria. Dopo appena una stagione di assenza, l'Olimpia Regium ritorna nella categoria in seguito alla retrocessione in Serie A2; Arpi Nova (con sede a Campi Bisenzio), Lavagna e Modena hanno vinto i rispettivi campionati regionali. Mattagnanese e Poggibonsese sono ripartite dalla Serie C1 toscana mentre il Cavezzo ha unito le forze con il Modena, rinunciando all'iscrizione. A completamento dell'organico è stato ripescato il retrocesso Sant'Agata nonché i bolognesi del Fossolo 76 e il Pontedera. Tutte le società provenienti dai campionati regionali sono al debutto nella categoria.

### Classifica
|  | Pos. | Squadra               | Pt | G  | V  | N | P  | GF  | GS  | DR   |
|  | ---- | --------------------- | -- | -- | -- | - | -- | --- | --- | ---- |
|  | 1.   | Modena-Cavezzo        | 71 | 26 | 23 | 2 | 1  | 146 | 60  | +86  |
|  | 2.   | Pro Patria San Felice | 69 | 26 | 22 | 3 | 1  | 197 | 59  | +138 |
|  | 3.   | OR Reggio Emilia      | 62 | 26 | 20 | 2 | 4  | 179 | 75  | +104 |
|  | 4.   | Fossolo 76            | 55 | 26 | 18 | 1 | 7  | 133 | 82  | +51  |
|  | 5.   | Sant'Agata            | 41 | 26 | 13 | 2 | 11 | 118 | 110 | +8   |
|  | 6.   | Arpi Nova             | 39 | 26 | 12 | 3 | 11 | 92  | 83  | +9   |
|  | 7.   | Atlante Grosseto      | 32 | 26 | 10 | 2 | 14 | 93  | 117 | -24  |
|  | 8.   | Athletic Chiavari     | 31 | 26 | 9  | 4 | 13 | 78  | 128 | -50  |
|  | 9.   | Lastrigiana           | 30 | 26 | 9  | 3 | 14 | 83  | 121 | -38  |
|  | 10.  | Sangiovannese         | 29 | 26 | 9  | 2 | 15 | 95  | 112 | -17  |
|  | 11.  | Aposa                 | 25 | 26 | 8  | 1 | 17 | 97  | 149 | -52  |
|  | 12.  | Pontedera             | 19 | 26 | 5  | 4 | 17 | 89  | 131 | -42  |
|  | 13.  | Lavagna               | 18 | 26 | 5  | 3 | 18 | 85  | 172 | -87  |
|  | 14.  | Bagnolo               | 8  | 26 | 2  | 2 | 22 | 50  | 136 | -86  |

### Verdetti[17]
- Modena-Cavezzo promosso in Serie A2 2021-22.
- Bagnolo retrocesso nella Serie C1 dell'Emilia-Romagna.

## Girone D

### Partecipanti
Il girone D comprende 9 società marchigiane, tre romagnole e la sola Ternana a rappresentare l'Umbria. Oltre ai campioni umbri, dai campionati regionali sono stati promossi il Recanati, vincitore della Serie C1 marchigiana, nonché il Potenza Picena e il Russi, risultate tra le migliori seconde classificate. Tenax Castelfidardo e Buldog Lucrezia, retrocessi dalla Serie A2, sono stati ripescati nella medesima categoria, così come la Vis Gubbio. A completamento dell'organico è stato ripescato il Montesicuro Tre Colli, erede delle due omonime società anconitane che vantavano entrambe trascorsi in Serie B. Tutte le società provenienti dai campionati regionali sono al debutto nella categoria.

### Classifica
|  | Pos. | Squadra               | Pt | G  | V  | N | P  | GF  | GS  | DR  |
|  | ---- | --------------------- | -- | -- | -- | - | -- | --- | --- | --- |
|  | 1.   | CUS Ancona            | 55 | 24 | 18 | 1 | 5  | 97  | 56  | +41 |
|  | 2.   | Askl                  | 52 | 24 | 17 | 1 | 6  | 110 | 71  | +39 |
|  | 3.   | Cesena                | 47 | 24 | 14 | 5 | 5  | 104 | 59  | +45 |
|  | 4.   | Recanati              | 44 | 24 | 14 | 2 | 8  | 109 | 78  | +31 |
|  | 5.   | Ternana               | 43 | 24 | 14 | 1 | 9  | 73  | 66  | +7  |
|  | 6.   | Russi                 | 32 | 24 | 9  | 5 | 10 | 87  | 99  | -12 |
|  | 7.   | Montesicuro Tre Colli | 31 | 24 | 9  | 4 | 11 | 83  | 72  | +11 |
|  | 8.   | Potenza Picena        | 29 | 24 | 7  | 8 | 9  | 86  | 83  | +3  |
|  | 9.   | Eta Beta              | 28 | 24 | 8  | 4 | 12 | 70  | 79  | -9  |
|  | 10.  | Corinaldo             | 27 | 24 | 8  | 3 | 13 | 96  | 103 | -7  |
|  | 11.  | Cagli                 | 27 | 24 | 7  | 6 | 11 | 69  | 98  | -29 |
|  | 12.  | Faventia              | 27 | 24 | 9  | 1 | 14 | 77  | 104 | -27 |
|  | 13.  | Grottaccia            | 4  | 24 | 1  | 1 | 22 | 43  | 136 | -93 |

### Verdetti[17]
- CUS Ancona promosso in Serie A2 2021-22.
- Grottaccia retrocesso nelle Serie C1 delle Marche.
- Faventia non iscritto al campionato di Serie B 2021-22.

## Girone E

### Partecipanti
Il girone E comprende 10 società laziali e due sarde. La Cioli, retrocessa dalla Serie A2, fa ritorno nella categoria dopo due anni di assenza mentre lo Sporting Juvenia, che durante l'estate ha perfezionato la fusione con la Nordovest, ha fatto il percorso inverso, essendo stata ammessa alla seconda divisione. Il Carbognano ha annunciato la cessazione dell'attività agonistica mentre la Virtus Palombara, vincitrice del girone A della Serie C1 del Lazio, ha rinunciato al salto di categoria. Lo United Pomezia è stato promosso in quanto risultato tra le migliori seconde classificate. A completamento dell'organico sono state ammesse 6 società provenienti dai campionati regionali, scese a 5 dopo la rinuncia degli abruzzesi dell'Antonio Padovani: EUR Massimo, Mediterranea Cagliari, Real Ciampino, Real Fabrica e Sporting Hornets. A eccezione di Mediterranea e Real Ciampino, la cui ultima partecipazione risale rispettivamente al 2016-17 e al 2006-07, le altre squadre provenienti dai campionati regionali sono al debutto nella categoria.

### Classifica
|                               | Pos. | Squadra               | Pt | G  | V  | N | P  | GF  | GS  | DR  |
| ----------------------------- | ---- | --------------------- | -- | -- | -- | - | -- | --- | --- | --- |
|                               | 1.   | Fortitudo Pomezia     | 52 | 22 | 17 | 1 | 4  | 112 | 61  | +51 |
| Vincitrice della Coppa Italia | 2.   | EUR Massimo           | 43 | 22 | 14 | 1 | 7  | 90  | 61  | +29 |
|                               | 3.   | Cioli AV              | 41 | 22 | 13 | 3 | 6  | 100 | 72  | +28 |
|                               | 4.   | United Pomezia        | 39 | 22 | 12 | 3 | 7  | 103 | 89  | +14 |
|                               | 5.   | Roma 3Z               | 38 | 22 | 11 | 5 | 6  | 92  | 79  | +13 |
|                               | 6.   | Sporting Hornets      | 37 | 22 | 10 | 7 | 5  | 67  | 61  | +6  |
|                               | 7.   | Velletri              | 28 | 22 | 8  | 4 | 10 | 85  | 103 | -18 |
|                               | 8.   | Real Fabrica          | 25 | 22 | 7  | 4 | 11 | 106 | 117 | -11 |
|                               | 9.   | Jasnagora             | 22 | 22 | 6  | 4 | 12 | 71  | 83  | -12 |
|                               | 10.  | Real Ciampino         | 22 | 22 | 6  | 4 | 12 | 73  | 87  | -14 |
|                               | 11.  | Mediterranea Cagliari | 16 | 22 | 4  | 4 | 14 | 65  | 103 | -38 |
|                               | 12.  | Forte Colleferro      | 11 | 22 | 3  | 2 | 17 | 62  | 110 | -48 |

### Verdetti[17]
- Fortitudo Pomezia promossa in Serie A2 2021-22.
- Forte Colleferro retrocesso nella Serie C1 del Lazio, ma successivamente ripescato[18].

## Girone F

### Partecipanti
Il girone F comprende 7 società campane, 4 laziali e due lucane. L'organico lamenta sei defezioni: New Taranto e Or.Sa. Viggiano sono state ripescate in Serie A2 mente Futura Matera, Limatola, Atletico Frattese e Real Team Matera hanno rinunciato all'iscrizione: la prima è stata assorbita dai corregionali del C.M.B., la seconda ha ceduto il titolo sportivo al Benevento 5 mentre il Real Team ha deciso di ripartire dalla Serie C1. Il Cisterna (impostosi nel girone B della Serie C1 laziale), mentre lo Sporting Sala Consilina e il Potenza hanno vinto i rispettivi campionati regionali. A completamento dell'organico sono stati inseriti il Real Terracina e lo United Aprilia provenienti dal girone E; inoltre sono stati ripescati il Città di Fondi, nato nel 2018 dalla fusione tra Vis Fondi e Vigor Fondi, il Senise e lo Spartak Caserta. A eccezione del Potenza (rinato dalla fusione delle tre principali società cittadine) e dello Sporting Sala Consilina, la cui ultima partecipazione risaliva alla stagione 2013-14, le altre squadre provenienti dai campionati regionali sono al debutto nella categoria.

### Classifica
|  | Pos. | Squadra           | Pt | G  | V  | N | P  | GF  | GS  | DR   |
|  | ---- | ----------------- | -- | -- | -- | - | -- | --- | --- | ---- |
|  | 1.   | Sala Consilina    | 64 | 24 | 21 | 1 | 2  | 190 | 54  | +136 |
|  | 2.   | Benevento         | 62 | 24 | 20 | 2 | 2  | 95  | 47  | +48  |
|  | 3.   | Parete            | 51 | 24 | 16 | 3 | 5  | 115 | 80  | +35  |
|  | 4.   | Cisterna          | 50 | 24 | 16 | 2 | 6  | 119 | 63  | +56  |
|  | 5.   | Junior Domitia    | 40 | 24 | 13 | 1 | 10 | 126 | 103 | +23  |
|  | 6.   | Alma Salerno      | 35 | 24 | 11 | 2 | 11 | 91  | 90  | +1   |
|  | 7.   | Spartak S. Nicola | 34 | 24 | 11 | 1 | 12 | 121 | 121 | 0    |
|  | 9.   | Leoni Acerra      | 24 | 24 | 7  | 3 | 14 | 103 | 141 | -38  |
|  | 8.   | Potenza           | 23 | 24 | 7  | 2 | 15 | 102 | 122 | -20  |
|  | 10.  | Real Terracina    | 22 | 24 | 7  | 1 | 16 | 91  | 155 | -64  |
|  | 11.  | Senise            | 21 | 24 | 6  | 3 | 15 | 105 | 149 | -44  |
|  | 12.  | Aprilia           | 18 | 24 | 5  | 3 | 16 | 92  | 144 | -52  |
|  | 13.  | Fondi             | 11 | 24 | 3  | 2 | 19 | 52  | 133 | -81  |

### Verdetti[17]
- Sporting Sala Consilina e, dopo i playoff, Benevento promosse in Serie A2 2021-22.
- Fondi retrocesso nella Serie C1 del Lazio.
- Cisterna ripescato in Serie A2 2021-22.

## Girone G

### Partecipanti
Il girone G comprende 8 società pugliesi, 2 molisane, e le sole Real Dem e Mirto a rappresentare, rispettivamente, Abruzzo e Calabria. Dalla Serie A2 sono retrocessi Barletta e Sammichele mentre Bitonto (vincitore della Serie C1 pugliese) e Mirto, risultato tra le migliori seconde classificate, sono state promosse dai campionati regionali. Le altre neopromosse, cioè Venafro F.C., Magnificat e Atletico Silvi, hanno rinunciato all'iscrizione, così come il Bisceglie retrocesso dalla Serie A2 e l'Olympique Ostuni che è ripartito dalla Serie C2. A completamento dell'organico è stato ripescato l'Itria, nato nel 2018 dalla fusione di Cisternino e Locorotondo. Come i pugliesi, anche il Mirto può vantare dei trascorsi in Serie B: l'ultima partecipazione dei crosioti risale alla stagione 2013-14. Il Bitonto è invece al debutto nella categoria.

### Classifica
|  | Pos. | Squadra          | Pt | G  | V  | N | P  | GF  | GS  | DR  |
|  | ---- | ---------------- | -- | -- | -- | - | -- | --- | --- | --- |
|  | 1.   | Aquile Molfetta  | 55 | 22 | 18 | 1 | 3  | 116 | 55  | +61 |
|  | 2.   | Itria            | 49 | 22 | 15 | 4 | 3  | 129 | 72  | +57 |
|  | 3.   | Canosa           | 48 | 22 | 15 | 3 | 4  | 104 | 63  | +41 |
|  | 4.   | Bitonto          | 46 | 22 | 15 | 1 | 6  | 111 | 71  | +40 |
|  | 5.   | Real Dem         | 43 | 22 | 14 | 1 | 7  | 101 | 82  | +19 |
|  | 6.   | Diaz Bisceglie   | 36 | 22 | 12 | 0 | 10 | 86  | 78  | +8  |
|  | 7.   | Torremaggiore    | 29 | 22 | 8  | 5 | 9  | 73  | 75  | -2  |
|  | 8.   | Mirto            | 26 | 22 | 8  | 2 | 12 | 73  | 86  | -13 |
|  | 9.   | Sammichele       | 14 | 22 | 4  | 2 | 16 | 68  | 103 | -35 |
|  | 10.  | Barletta         | 13 | 22 | 3  | 4 | 15 | 72  | 125 | -53 |
|  | 11.  | Chaminade        | 12 | 22 | 3  | 3 | 16 | 56  | 124 | -68 |
|  | 12.  | Sporting Venafro | 11 | 22 | 3  | 2 | 17 | 82  | 137 | -55 |

### Verdetti[17]
- Aquile Molfetta promossa in Serie A2 2021-22.
- Sporting Venafro retrocesso nella Serie C1 del Molise, ma successivamente ripescato[18]; Barletta non iscritto al campionato di Serie B 2021-22.

## Girone H

### Partecipanti
Il girone H comprende 9 società siciliane e 4 calabresi. Bovalino, GEAR Sport e SIAC Messina sono state ripescate in Serie A2 mentre il Bagheria, vincitore del girone A della Serie C1 siciliana, e l'Akragas hanno rinunciato all'iscrizione. Nonostante il titolo sportivo dei cefaludesi permettesse al Città di Palermo di disputare la Serie A2, la neonata società, nata dalla fusione tra Mabbonath e Real Cefalù, ha preferito iscriversi alla terza serie. I Bruchi (divenuto durante l'estate "Real Augusta") e Catanzaro Futsal hanno ottenuto la promozione vincendo i rispettivi gironi regionali mentre l'Atletico Canicattì è risultato tra le migliori seconde classificate. A completamento dell'organico sono stati ripescati l'Acireale, che durante l'estate ha assorbito il retrocesso Mascalucia Futsal, Megara Augusta, Casali del Manco – inizialmente inserito nel girone G – e i messinesi del PGS Luce. A eccezione di Acireale e Megara, la cui ultima partecipazione risale rispettivamente al 2009-10 e al 1992-93, le altre squadre provenienti dai campionati regionali sono al debutto nella categoria. Il 2 marzo il Real Augusta rinuncia alla partecipazione a campionato in corso.

### Classifica
|  | Pos. | Squadra             | Pt | G  | V  | N | P  | GF  | GS  | DR  |
|  | ---- | ------------------- | -- | -- | -- | - | -- | --- | --- | --- |
|  | 1.   | Catanzaro Futsal    | 59 | 22 | 19 | 2 | 1  | 114 | 59  | +55 |
|  | 2.   | Polisportiva Futura | 57 | 22 | 18 | 3 | 1  | 113 | 52  | +61 |
|  | 3.   | Arcobaleno Ispica   | 51 | 22 | 17 | 0 | 5  | 107 | 66  | +41 |
|  | 4.   | Città di Palermo    | 37 | 22 | 11 | 4 | 7  | 95  | 72  | +23 |
|  | 5.   | Megara Augusta      | 34 | 22 | 10 | 4 | 8  | 56  | 41  | +15 |
|  | 6.   | Lamezia             | 30 | 22 | 8  | 6 | 8  | 85  | 73  | +12 |
|  | 7.   | Atletico Canicattì  | 28 | 22 | 8  | 4 | 10 | 87  | 91  | -4  |
|  | 8.   | Pro Nissa           | 21 | 22 | 6  | 3 | 13 | 69  | 100 | -31 |
|  | 9.   | Casali del Manco    | 17 | 22 | 5  | 2 | 15 | 65  | 102 | -37 |
|  | 10.  | Mascalucia          | 16 | 22 | 4  | 4 | 14 | 63  | 98  | -35 |
|  | 11.  | Acireale            | 15 | 22 | 4  | 3 | 15 | 56  | 100 | -44 |
|  | 12.  | PGS Luce            | 13 | 22 | 4  | 1 | 17 | 43  | 99  | -56 |
|  | −    | Real Augusta        | −  | −  | −  | − | −  | −   | −   | −   |

### Verdetti[17]
- Catanzaro Futsal promossa in Serie A2 2021-22.
- Real Augusta escluso dal campionato per rinuncia con decorrenza immediata (21ª giornata)[40]. Nelle rimanenti partite, le società che avrebbero dovuto incontrare il Real Augusta osservano un turno di riposo.
- Polisportiva Futura e Arcobaleno Ispica ripescati in Serie A2 2021-22; PGS Luce retrocesso nella Serie C1 della Sicilia, ma successivamente ripescato[18]; Megara Augusta e Pro Nissa non iscritti al campionato di Serie B 2021-22.

## Play-off
Per decretare le ulteriori due promozioni in Serie A2 si procederà allo svolgimento dei play-off. Ai play-off sono qualificate tutte le squadre giunte dalla seconda alla quinta posizione di ciascun girone. I play-off sono articolati in cinque turni a eliminazione diretta; i primi due, disputati tra le società del medesimo girone, sono organizzati in incontri di sola andata in casa della società meglio classificata al termine della stagione regolare. In caso di parità al termine degli incontri dei primi due turni verranno giocati due tempi supplementari. In caso di ulteriore parità al termine dei supplementari verrà dichiarata vincitrice la squadra meglio classificata in stagione regolare. Il terzo e il quarto turno saranno prevedono gare di andata e di ritorno; la squadra che disputerà il primo incontro in casa sarà determinata tramite sorteggio. In caso di parità al termine delle due partite, si svolgeranno due tempi supplementari ed eventualmente i tiri di rigore.

### Tabellone

#### Gironi A/D
|  | Ottavi di finale      | Ottavi di finale      | Ottavi di finale |  |  | Quarti di finale      | Quarti di finale      | Quarti di finale |                 |   | Semifinali            | Semifinali            | Semifinali | Semifinali | Semifinali |   |   | Finale | Finale | Finale | Finale | Finale |  |
|  |                       |                       |                  |  |  |                       |                       |                  |                 |   |                       |                       |            |            |            |   |   |        |        |        |        |        |  |
|  | Elledì Fossano        | Elledì Fossano        | 6                |  |  |                       |                       |                  |                 |   |                       |                       |            |            |            |   |   |        |        |        |        |        |  |
|  | Domus Bresso          | Domus Bresso          | 3                |  |  | Elledì Fossano        | Elledì Fossano        | 8                |                 |   |                       |                       |            |            |            |   |   |        |        |        |        |        |  |
|  | Videoton Crema (dts)  | Videoton Crema (dts)  | 8                |  |  | Videoton Crema        | Videoton Crema        | 4                |                 |   |                       |                       |            |            |            |   |   |        |        |        |        |        |  |
|  | Leon                  | Leon                  | 7                |  |  |                       |                       |                  |                 |   | Elledì Fossano        | Elledì Fossano        | 7          | 6          | 13         |   |   |        |        |        |        |        |  |
|  | Hellas Verona         | Hellas Verona         | 4                |  |  |                       |                       | Carrè Chiuppano  | Carrè Chiuppano | 3 | 5                     | 8                     |            |            |            |   |   |        |        |        |        |        |  |
|  | Sedico                | Sedico                | 2                |  |  | Hellas Verona         | Hellas Verona         | 1                |                 |   |                       |                       |            |            |            |   |   |        |        |        |        |        |  |
|  | Carrè Chiuppano (dts) | Carrè Chiuppano (dts) | 4                |  |  | Carrè Chiuppano       | Carrè Chiuppano       | 3                |                 |   |                       |                       |            |            |            |   |   |        |        |        |        |        |  |
|  | Pordenone             | Pordenone             | 3                |  |  |                       |                       |                  |                 |   | Elledì Fossano        | Elledì Fossano        | 6          | 2          | 8          |   |   |        |        |        |        |        |  |
|  | Pro Patria San Felice | Pro Patria San Felice | 9                |  |  |                       |                       |                  |                 |   |                       |                       | Askl       | Askl       | 2          | 3 | 5 |        |        |        |        |        |  |
|  | Sant'Agata            | Sant'Agata            | 3                |  |  | Pro Patria San Felice | Pro Patria San Felice | 4                |                 |   |                       |                       |            |            |            |   |   |        |        |        |        |        |  |
|  | OR Reggio Emilia      | OR Reggio Emilia      | 5                |  |  | OR Reggio Emilia      | OR Reggio Emilia      | 3                |                 |   |                       |                       |            |            |            |   |   |        |        |        |        |        |  |
|  | Fossolo 76            | Fossolo 76            | 3                |  |  |                       |                       |                  |                 |   | Pro Patria San Felice | Pro Patria San Felice | 2          | 3          | 5          |   |   |        |        |        |        |        |  |
|  | Askl                  | Askl                  | 6                |  |  |                       |                       | Askl             | Askl            | 2 | 4                     | 6                     |            |            |            |   |   |        |        |        |        |        |  |
|  | Ternana               | Ternana               | 1                |  |  | Askl                  | Askl                  | 2                |                 |   |                       |                       |            |            |            |   |   |        |        |        |        |        |  |
|  | Cesena                | Cesena                | 5                |  |  | Cesena                | Cesena                | 1                |                 |   |                       |                       |            |            |            |   |   |        |        |        |        |        |  |
|  | Recanati              | Recanati              | 2                |  |  |                       |                       |                  |                 |   |                       |                       |            |            |            |   |   |        |        |        |        |        |  |

#### Gironi E/H
|  | Ottavi di finale    | Ottavi di finale    | Ottavi di finale |  |  | Quarti di finale    | Quarti di finale    | Quarti di finale |           |           | Semifinali          | Semifinali          | Semifinali | Semifinali | Semifinali |   |   | Finale | Finale | Finale | Finale | Finale |  |
|  |                     |                     |                  |  |  |                     |                     |                  |           |           |                     |                     |            |            |            |   |   |        |        |        |        |        |  |
|  | Polisportiva Futura | Polisportiva Futura | 7                |  |  |                     |                     |                  |           |           |                     |                     |            |            |            |   |   |        |        |        |        |        |  |
|  | Megara Augusta      | Megara Augusta      | 1                |  |  | Polisportiva Futura | Polisportiva Futura | 6                |           |           |                     |                     |            |            |            |   |   |        |        |        |        |        |  |
|  | Arcobaleno Ispica   | Arcobaleno Ispica   | 5                |  |  | Arcobaleno Ispica   | Arcobaleno Ispica   | 1                |           |           |                     |                     |            |            |            |   |   |        |        |        |        |        |  |
|  | Città di Palermo    | Città di Palermo    | 4                |  |  |                     |                     |                  |           |           | Polisportiva Futura | Polisportiva Futura | 6          | 5          | 11         |   |   |        |        |        |        |        |  |
|  | Itria               | Itria               | 8                |  |  |                     |                     | Itria            | Itria     | 2         | 5                   | 7                   |            |            |            |   |   |        |        |        |        |        |  |
|  | Real Dem            | Real Dem            | 4                |  |  | Itria (dts)         | Itria (dts)         | 9                |           |           |                     |                     |            |            |            |   |   |        |        |        |        |        |  |
|  | Canosa              | Canosa              | 7                |  |  | Canosa              | Canosa              | 7                |           |           |                     |                     |            |            |            |   |   |        |        |        |        |        |  |
|  | Bitonto             | Bitonto             | 3                |  |  |                     |                     |                  |           |           | Polisportiva Futura | Polisportiva Futura | 4          | 2          | 6          |   |   |        |        |        |        |        |  |
|  | EUR Massimo         | EUR Massimo         | 2                |  |  |                     |                     |                  |           |           |                     |                     | Benevento  | Benevento  | 5          | 4 | 9 |        |        |        |        |        |  |
|  | Roma 3Z             | Roma 3Z             | 1                |  |  | EUR Massimo         | EUR Massimo         | /                |           |           |                     |                     |            |            |            |   |   |        |        |        |        |        |  |
|  | Cioli AV            | Cioli AV            | 4                |  |  | Cioli AV            | Cioli AV            | /                |           |           |                     |                     |            |            |            |   |   |        |        |        |        |        |  |
|  | United Pomezia      | United Pomezia      | 1                |  |  |                     |                     |                  |           |           | nessuna             | nessuna             | nessuna    | nessuna    | nessuna    |   |   |        |        |        |        |        |  |
|  | Benevento           | Benevento           | 2                |  |  |                     |                     | Benevento        | Benevento | Benevento | Benevento           | Benevento           |            |            |            |   |   |        |        |        |        |        |  |
|  | Junior Domitia      | Junior Domitia      | 0                |  |  | Benevento           | Benevento           | 3                |           |           |                     |                     |            |            |            |   |   |        |        |        |        |        |  |
|  | Parete              | Parete              | 1                |  |  | Cisterna            | Cisterna            | 0                |           |           |                     |                     |            |            |            |   |   |        |        |        |        |        |  |
|  | Cisterna            | Cisterna            | 3                |  |  |                     |                     |                  |           |           |                     |                     |            |            |            |   |   |        |        |        |        |        |  |

### Primo turno
Gli incontri del I turno si disputeranno l'8 maggio in casa della squadra meglio classificata al termine della stagione regolare (ad eccezione delle gare che coinvolgono le squadre del girone H, che si disputeranno il 15 maggio). In caso di parità al termine delle gare si svolgeranno due tempi supplementari di 5 minuti. In caso di ulteriore parità verrà decretata vincente la squadra meglio classificata al termine della stagione regolare (coincidente con la squadra di casa).
| Squadra 1             | Risultato   | Squadra 2        |
| --------------------- | ----------- | ---------------- |
| Elledì Fossano        | 6 - 3       | Domus Bresso     |
| Videoton Crema        | 8 - 7 (dts) | Leon             |
| Hellas Verona         | 4 - 2       | Sedico           |
| Carrè Chiuppano       | 4 - 3 (dts) | Pordenone        |
| Pro Patria San Felice | 9 - 3       | Sant'Agata       |
| OR Reggio Emilia      | 5 - 3       | Fossolo 76       |
| Askl                  | 6 - 1       | Ternana          |
| Cesena                | 5 - 2       | Recanati         |
| EUR Massimo           | 2 - 1       | Roma 3Z          |
| Cioli AV              | 4 - 1       | United Pomezia   |
| Benevento             | 2 - 0       | Junior Domitia   |
| Parete                | 1 - 3       | Cisterna         |
| Itria                 | 8 - 4       | Real Dem         |
| Canosa                | 7 - 3       | Bitonto          |
| Polisportiva Futura   | 7 - 1       | Megara Augusta   |
| Arcobaleno Ispica     | 5 - 4       | Città di Palermo |

### Secondo turno
Gli incontri del secondo turno si sono disputati il 15 maggio in casa della squadra meglio classificata al termine della stagione regolare (ad eccezione della gara che coinvolge le squadre del girone H, che si è disputata il 22 maggio). In caso di parità al termine delle gare si svolgeranno due tempi supplementari di 5 minuti. In caso di ulteriore parità verrà decretata vincente la squadra meglio classificata al termine della stagione regolare (coincidente con la squadra di casa). L'incontro fra EUR Massimo e Cioli AV è stato interrotto a fine primo tempo a causa di una rissa fra i giocatori delle squadre. Il giudice sportivo ha assegnato una duplice sconfitta a tavolino e l'estromissione dalla competizione di entrambe le società.
| Squadra 1             | Risultato     | Squadra 2         |
| --------------------- | ------------- | ----------------- |
| Elledì Fossano        | 8 - 4         | Videoton Crema    |
| Hellas Verona         | 1 - 3         | Carrè Chiuppano   |
| Pro Patria San Felice | 4 - 3         | OR Reggio Emilia  |
| Askl                  | 2 - 1         | Cesena            |
| EUR Massimo           | 0 - 6 / 6 - 0 | Cioli AV          |
| Benevento             | 3 - 0         | Cisterna          |
| Itria                 | 9 - 7 (dts)   | Canosa            |
| Polisportiva Futura   | 6 - 1         | Arcobaleno Ispica |

### Terzo turno
Gli incontri di andata del III turno si disputeranno il 22 maggio mentre quelli di ritorno il 29 maggio a campi invertiti (ad eccezione delle gare che coinvolgono le squadre dei gironi E-F-G-H, che si disputeranno il 29 maggio e il 5 giugno). La squadra che disputerà la gara di ritorno in casa sarà determinata per sorteggio. In caso di parità al termine delle gare si svolgeranno due tempi supplementari di 5 minuti. In caso di ulteriore parità si svolgeranno i tiri di rigore. Il Benevento è stato ammesso al turno successivo a tavolino in seguito all'esclusione di Eur Massimo e Cioli AV. Le gare tra Elledì Fossano e Carrè Chiuppano sono state rinviate al 5 e al 12 giugno a causa della positività al COVID-19 di alcuni giocatori del Carrè Chiuppano.
| Squadra 1             | Totale | Squadra 2       | Andata | Ritorno |
| --------------------- | ------ | --------------- | ------ | ------- |
| Elledì Fossano        | 13 - 8 | Carrè Chiuppano | 7 - 3  | 6 - 5   |
| Pro Patria San Felice | 5 - 6  | Askl            | 2 - 2  | 3 - 4   |
| Polisportiva Futura   | 11 - 7 | Itria           | 6 - 2  | 5 - 5   |

### Quarto turno
Gli incontri di andata del IV turno si sono disputati il 19 giugno mentre quelli di ritorno il 26 giugno a campi invertiti (ad eccezione della gara che coinvolgeva le squadre del girone E-F-G-H, che si disputeranno il 12 e il 19 giugno). La squadra che ha disputato la gara di ritorno in casa è stata determinata per sorteggio. In caso di parità al termine delle gare si sarebbero svolti due tempi supplementari di 5 minuti. In caso di ulteriore parità si sarebbe andati ai tiri di rigore.
| Squadra 1           | Totale | Squadra 2 | Andata | Ritorno |
| ------------------- | ------ | --------- | ------ | ------- |
| Elledì Fossano      | 8 - 5  | Askl      | 6 - 2  | 2 - 3   |
| Polisportiva Futura | 6 - 9  | Benevento | 4 - 5  | 2 - 4   |